# لهراسپ چلاوی
لهراسپ فرمانروای سلسله چلاویان در حدود سال ۱۴۷۵ بود. او پسر و جانشین کیا حسین اول بود. اطلاعات چندانی از وی در تاریخ نیست. نوهٔ او کیا حسین دوم بعدها در تاریخ نامدار شده.